# Tobías Ramírez
Tobías Emanuel Ramírez Cardozo (Virrey del Pino, 11 de noviembre de 2006) es un futbolista argentino que juega como defensa en Argentinos Juniors, de la Primera División de Argentina.

## Vida personal
Nacido como Tobías Emanuel Palacio, el jugador tomó la decisión de cambiar su apellido a los 13 años en honor a su padrastro, quien lo había acompañado desde su infancia. Después de un proceso legal que culminó en 2024, su nombre pasó a ser Tobías Emanuel Ramírez Cardozo.

## Trayectoria

### Argentinos Juniors
Llegó a Argentinos Juniors en 2015, con 9 años de edad.
La categoría 2006 tenía que pasar a Novena en 2020, pero la pandemia los privó de tener competencia en el primer año de juveniles. El torneo de divisiones en 2021 fue corto, por la incertidumbre que había. En total jugó 12 de los 13 partidos del año, siendo las 12 veces titular y con 2 goles convertidos (gol y asistencia). El 2022 fue el año de despegue, que disputó 22/27 partidos con la Séptima. Producto de su gran año en 2023, empezó a hacer la pretemporada con reserva.
Finalmente debutó como titular en primera división el 28 de enero de 2024, con tan sólo 17 años frente a River Plate.

## Selección nacional

### Sub-17
Fue convocado por Pablo Aimar a la Selección Sub-17 en marzo de 2022. Jugó casi todos los partidos del Sudamericano Sub-17 en Ecuador al mando de Diego Placente. En el Sudamericano terminaron terceros y les otorgó una plaza para jugar el Mundial Sub-17 en Indonesia.

### Sub-20
El 31 de mayo de 2024 fue convocado por Javier Mascherano a la selección de fútbol sub-20 de Argentina, para disputar un amistoso internacional.

## Estadísticas

### Clubes
Actualizado al último partido disputado el 28 de mayo de 2025.
| Club                         | Div.          | Temporada     | Liga  | Liga  | Liga   | Copas nacionales | Copas nacionales | Copas nacionales | Copas internacionales | Copas internacionales | Copas internacionales | Total | Total | Total  |
| Club                         | Div.          | Temporada     | Part. | Goles | Asist. | Part.            | Goles            | Asist.           | Part.                 | Goles                 | Asist.                | Part. | Goles | Asist. |
| ---------------------------- | ------------- | ------------- | ----- | ----- | ------ | ---------------- | ---------------- | ---------------- | --------------------- | --------------------- | --------------------- | ----- | ----- | ------ |
| Argentinos Juniors Argentina | 1.ª           | 2024          | 13    | 0     | 0      | 14               | 0                | 0                | 4                     | 0                     | 0                     | 31    | 0     | 0      |
| Argentinos Juniors Argentina | 1.ª           | 2025          | 2     | 0     | 0      | 2                | 0                | 0                | 0                     | 0                     | 0                     | 4     | 0     | 0      |
| Argentinos Juniors Argentina | Total club    | Total club    | 15    | 0     | 0      | 16               | 0                | 0                | 4                     | 0                     | 0                     | 35    | 0     | 0      |
| Total carrera                | Total carrera | Total carrera | 15    | 0     | 0      | 16               | 0                | 0                | 4                     | 0                     | 0                     | 35    | 0     | 0      |

### Selección nacional
| Equipo                                  | PJ | G |
| --------------------------------------- | -- | - |
| Selección de fútbol sub-16 de Argentina | 5  | 0 |
| Selección de fútbol sub-17 de Argentina | 20 | 0 |
| Total                                   | 25 | 0 |